# Foppe de Klopgeest
Foppe de Klopgeest (Engels: Peeves the Poltergeist) is een klopgeest woonachtig op Zweinstein, de Toverschool uit de Harry Potterboekenreeks van J.K. Rowling. Hij is een van de vele spookachtige figuren die op Zweinstein wonen, maar niet vergelijkbaar met de andere spoken.

## Persoonlijkheid
Foppe is de belichaming van wanorde, en veroorzaakt het liefst ook continu wanorde, in diverse gradaties van wreedheid en boosaardigheid. Hij ziet eruit als een kleine, oude man, met felgekleurde kleding en een grote vlinderstrik. Net als de andere Zweinstein-spoken kan ook Foppe vliegen en is hij niet tastbaar, hij kan echter -in tegenstelling tot de andere spoken- objecten beïnvloeden en dus met dingen gooien. Hij kan zichzelf ook onzichtbaar maken.
Hij is eerder irritant dan gevaarlijk, maar is zeer onvoorspelbaar.
Tot grote irritatie van Percy Wemel luistert Foppe niet naar Klassenoudsten, leraren of wie dan ook, met uitzondering van de Bloederige Baron voor wie hij om onbekende redenen bang is. Zijn aartsvijand op Zweinstein is Argus Vilder, die er steeds voor opdraait om Foppe's rommel op te ruimen en de schade te beperken, en die onophoudelijk probeert Foppe uit Zweinstein te gooien.
Foppe is niet helemaal chaotisch of onhandelbaar. Tijdens de pogingen van Dorothea Omber om het heft op Zweinstein in handen te nemen toonde hij zelfs respect voor zijn collega-onruststokers Fred en George Wemel. Hij nam hun woorden "Geef haar van katoen, Foppe, ook namens ons" zéér letterlijk en maakte Omber inderdaad het leven zuur. Dit was waarschijnlijk de eerste (en enige) keer dat Foppe orders opvolgde van een leerling.
Na het vertrek van Fred en George Wemel van Zweinstein beleefde Foppe zijn beste tijd: hij schakelde zijn destructieve neigingen naar een hogere versnelling en zwaaide aan kroonluchters, jongleerde met brandende fakkels boven de hoofden van de leerlingen en gooide een zak met levende tarantula's leeg boven de ontbijtende leerlingen in de Grote Zaal. Ook veroorzaakte hij een grote overstroming door alle kranen in alle toiletten open te zetten. Tijdens deze periode stond Foppe zelfs (kort) op goede voet met Professor Anderling, doordat ze een gemeenschappelijke vijand hadden: Omber. Toen Anderling Foppe betrapte tijdens het losdraaien van de bouten van een kroonluchter die boven Ombers hoofd hing, hoorde Harry Anderling tegen Foppe fluisteren dat hij de bouten de andere kant op moest draaien om ze los te maken.
Toen Omber uit Zweinstein probeerde te sluipen, botste ze, voor ze goed en wel onderweg was, tegen Foppe op. Foppe joeg haar weg, afwisselend slaand met een met kalk gevulde sok en de wandelstok van Professor Anderling. Niemand, ook de leraren niet, stak ook maar een vinger uit om Foppe tegen te houden. Anderling bleek haar wandelstok zelfs voor dit doeleinde aan Foppe te hebben uitgeleend.

## In andere media

### Films
Voor de filmbewerking van Harry Potter en de Steen der Wijzen is er een scène gefilmd met Rik Mayall als Foppe, maar deze scène is uit de film geknipt. Foppe komt verder in geen van de films voor. 

### Videospellen
Ondanks hij niet in de films voorkomt, is dit wel het geval bij sommige videospellen van de films. Hierin wordt hij neergezet als een klein blauw mannetje.

#### Hogwarts Legacy
Je kan Foppe vinden in Hogwarts Legacy. Hij glijd graag via de leuning van de trappen naar beneden, en plaagt de leerlingen regelmatig. Ook betrapt Foppe je bijna tijdens een verkenningsmissie in de verboden afdeling van de bibliotheek.
In Hogwarts Legacy, lijkt hij op een spreekstalmeester met blauw haar. Zo draagt hij een oranje/paarse jacquet met een blauwe geruite hoge hoed.